# Space Launch System

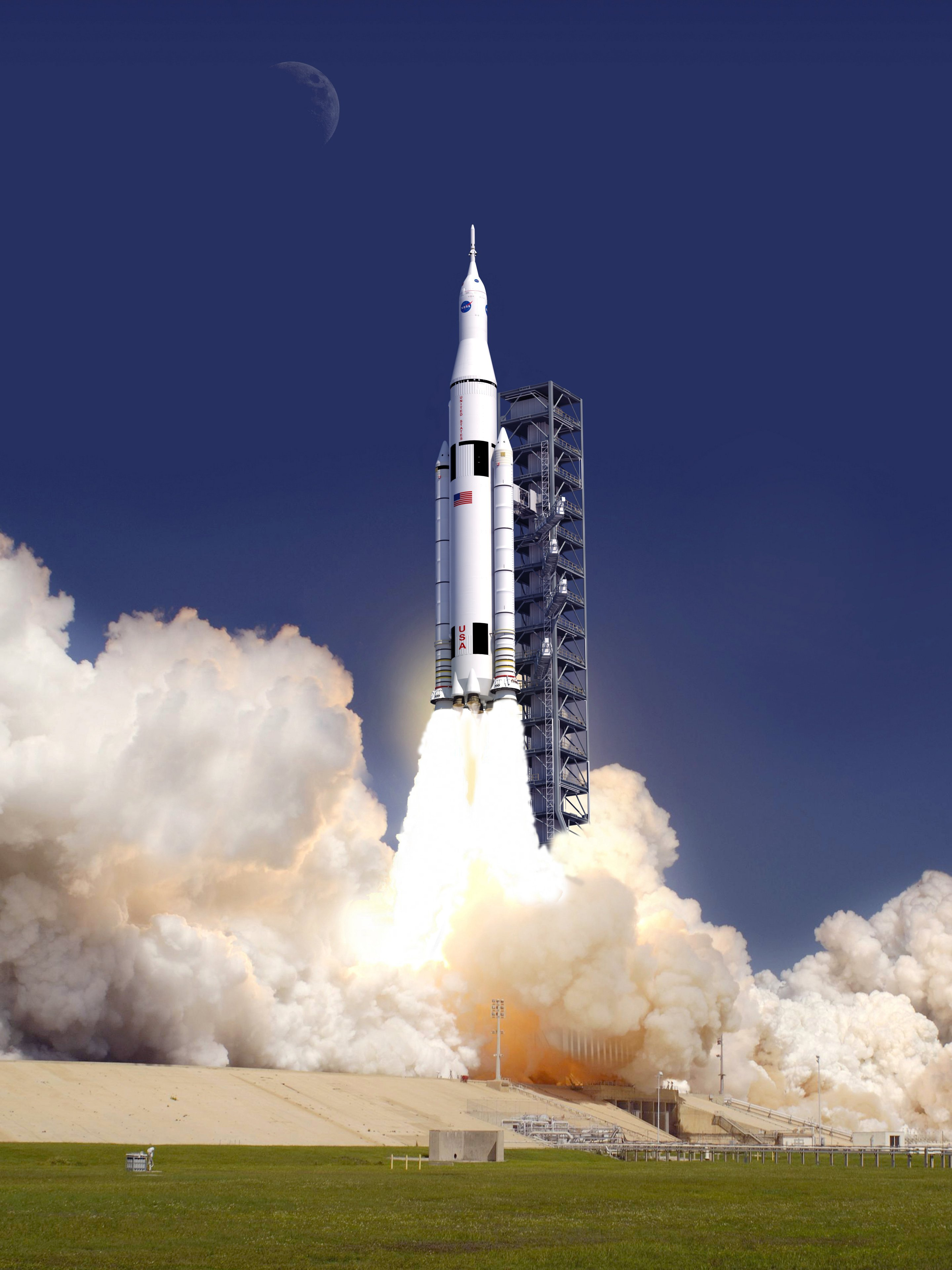
Impressão artística do lançamento de um SLS Block 1 (variante tripulada).

O Space Launch System, ou simplesmente SLS, (em português Sistema de Lançamento Espacial) é o projeto de um 
veículo de lançamento descartável de grande porte de origem norte-americana. Ele se seguiu ao cancelamento do Projeto Constellation e deve, entre outras funções, executar algumas atividades antes executadas pelo Ônibus Espacial, que foi retirado de serviço. 
Ele é uma das alternativas da NASA para a criação de veículos derivados do Ônibus Espacial, transformando os projetos do Ares I e 
do Ares V em um único veículo, utilizável para o transporte de carga e tripulação. A NASA planeja ampliar o SLS para uma capacidade de carga de 130 toneladas (órbita baixa).